# Quatre Fantastiques
Pour les articles homonymes, voir Les Quatre Fantastiques (homonymie).

Logo de la série originale.

Les Quatre Fantastiques ou les Fantastiques (« Fantastic Four » en VO) est le nom d'une équipe de super-héros évoluant dans l'univers Marvel de la maison d'édition Marvel Comics. Créée par le scénariste Stan Lee et le dessinateur Jack Kirby, l'équipe apparaît pour la première fois dans le comic book Fantastic Four (vol. 1) #1 en novembre 1961.
Fantastic Four désigne le groupe ainsi que le nom de la série dédiée, qui fut la plus longue série éditée par Marvel. Elle s'achève après 50 ans en février 2011 avec le #588. Un mois plus tard, une nouvelle série est lancée, qui reprend certains personnages de l'équipe d'origine, rebaptisée simplement FF (« Future Foundation » en version originale, soit en VF la « Fondation du futur »). Après trois ans d'absence, la série Fantastic Four est annoncée de retour pour août 2018, avec Dan Slott au scénario et Sara Pichelli aux dessins.
Depuis leur apparition en 1961, les Quatre Fantastiques sont dépeints comme une famille atypique mais soudée. Contrairement aux équipes de super-héros traditionnelles, ils se disputent souvent, entretiennent des rancunes aussi bien futiles que profondes, et choisissent la célébrité plutôt que l'identité secrète, assumant pleinement leur identité publique.

## Historique de la publication

### Version originale

Logo de l'équipe sur les costumes des Quatre Fantastiques.

En 1961, Martin Goodman, éditeur propriétaire de la firme Atlas Comics (anciennement Timely Comics et future Marvel Comics), au vu du succès du comic book The Justice League of America édité par DC Comics suggère à Stan Lee, scénariste, dialoguiste et responsable éditorial chez Atlas, de créer une série mettant en scène un groupe de super-héros.
Stan Lee propose au dessinateur Jack Kirby de travailler avec lui sur ce concept, et de leurs discussions naît le comics The Fantastic Four dont le premier numéro sort le 8 août 1961, et qui met en scène les aventures de quatre super-héros : Mr Fantastique (Mr. Fantastic), l'Invisible (Invisible Girl), la Torche humaine (Human Torch) et la Chose (Thing).
Le rythme de parution est d'abord bimestriel mais, après le #6, le comics devient mensuel en raison du succès important qu'il connaît. Kirby et Lee vont travailler ensemble pendant 102 numéros, ce qui donna une assise et une cohérence exceptionnelle à cette série. Cette cohérence s'établit par le retour de personnages (super-vilains et compagnons des héros), ce qui est classique, mais aussi par l'évolution de ceux-ci. Ainsi, Mr Fantastique et l'Invisible ne resteront pas d'éternels fiancés, mais vont se marier puis avoir un fils, Franklin Richards, le personnage de Namor qui apparaît comme un super-vilain (mais les Fantastiques lutteront parfois à ses côtés, comme dans l'épisode #33), etc.
Si les histoires se déroulent dans un premier temps sur un seul numéro, elles se développent peu à peu sur plusieurs numéros (il en est ainsi pour la première fois aux #16 et #17, lors de la lutte contre le Docteur Fatalis). Cette période voit aussi grandir l'importance de Jack Kirby en tant qu'auteur.
La méthode d'écriture des histoires, instaurée par Stan Lee, se base sur une discussion entre le scénariste et le dessinateur. Ce dernier va ensuite réaliser ses pages, sur lesquelles Lee écrit ses dialogues. La liberté laissée à l'artiste est importante, celui-ci pouvant participer à la conception du synopsis. Jack Kirby va profiter de cette liberté pour apporter de nombreuses idées personnelles ; c'est lui notamment qui créera le personnage du Surfer d'argent dans le numéro 48 du comics.
Lee et Kirby vont créer tout un panthéon de personnages hauts en couleur, tant hostiles (le Docteur Fatalis, un tyran scientifique ; Galactus, le dévoreur de mondes ; Diablo l'alchimiste ; le Penseur fou et ses robots, etc.) qu'amis (Alicia Masters, la femme aveugle et sculpteur, amoureuse de la Chose ; Wyatt Wingfoot, le condisciple de fac de Johnny d'origine amérindienne ; Agatha Harkness, la sorcière et nounou du fils du couple Richards ; la race mutante des Inhumains, etc.).
Outre la folle imagination des aventures, il s'agit aussi de la série qui introduit la Panthère noire, le premier super-héros noir de Marvel Comics. Mais cette force créatrice va peu à peu s'étioler, probablement parce que Kirby se lasse de ne pas avoir plus de reconnaissance pour son travail. Il va finalement quitter la série après le numéro 102. Lee, pour le remplacer, fait d'abord appel à John Romita qui réalisera les épisodes #103 à #106, puis à John Buscema qui restera du #107 au #130 et reviendra plusieurs années après pour les épisodes #296 à #309. Stan Lee quitte, lui, la série pour se consacrer à son rôle d'éditeur au #126.
Se succéderont au scénario : Roy Thomas du #127 au #133 et du #156 au #182, Gerry Conway (qui racontera le divorce puis les retrouvailles du couple Richards) de l'épisode #134 au #152, Len Wein du #184 au #194, Marv Wolfman aidé de Keith Pollard du #195 au #217, Doug Moench #222-231, John Byrne, qui est aussi responsable du dessin et de l'encrage du #232 au #294, Roger Stern, Steve Englehart, Walt Simonson du #334 au #354 et Tom De Falco du #356 au #416, qui clôt la série. De nombreux dessinateurs se succèdent durant cette période : Rich Buckler, George Perez, Keith Pollard, Bill Sienkiewicz, Walt Simonson et Paul Ryan occupent ce rôle pendant une longue période.
Après l'épisode #416, la série est relancée en 1996 avec un nouveau numéro un, au prétexte qu'après l'attaque de la créature nommée Onslaught, les Fantastiques et les Vengeurs sont envoyés dans une dimension parallèle. Brandon Choi et Jim Lee écrivent les scénarios des douze premiers numéros, le treizième et dernier étant laissé à James Robinson ; Jim Lee dessine aussi les six premiers épisodes puis confie cette tâche à Brett Booth et Ron Lim ; Mike Wieringo dessine le dernier épisode. Après cela, Les Quatre Fantastiques reviennent dans leur dimension originelle et une nouvelle série commence. Les scénaristes qui se succèdent sont : Scott Lobdell, Chris Claremont, Carlos Pacheco avec Rafael Marin (et aidés par Jeph Loeb ensuite) ; les dessinateurs sont : Alan Davis et Mark Farmer, Salvador Larroca et enfin Carlos Pacheco, en alternance avec Jeff Johnson.
Une nouvelle équipe, composée de Mark Waid et Mike Wieringo, va être responsable du comics à partir du #60, qui restera pendant près de trois ans. C'est durant cette période qu'au #70, qui est aussi le 500e épisode des aventures des Quatre fantastiques, le comics reprend son ancienne numérotation. Viennent ensuite les équipes de Joe Michael Straczynski et Mike McKone, Dwayne McDuffie et Paul Pelletier et enfin Mark Millar et le duo Bryan Hitch /Paul Neary. À partir du #570, c'est Jonathan Hickman qui rédige les scénarios dessinés dans un premier temps par Dale Eaglesham puis par Steve Epting jusqu'au #588, dernier de la série qui voit la mort de la Torche humaine. Après cette tragédie, une nouvelle équipe se forme et ses aventures sont contées dans un nouveau comics nommé simplement FF (Future Fondation ou Fondation du Futur).
Le 15 novembre 2014, les groupes Disney-Marvel et Fox démentent les rumeurs associant l'arrêt du comics avec une quelconque discorde au sujet des droits d'adaptation cinématographiques.
La série reprend dans sa numérotation d'origine après l'arrêt de FF-Future Fondation et continue jusqu'au #645 en 2015. Après les évènements de Secret Wars III, elle ne reprend pas comme les autres séries Marvel mais s'arrête totalement. Mr Fantastique, l'Invisible et leurs enfants disparus, seuls restent la Torche humaine et la Chose. La Torche part vivre chez les Inhumains alors que la Chose part pour les étoiles dans l'équipe des Gardiens de la Galaxie.
Au début de l'année 2018, dans un second volume de Marvel-Two-in-One scénarisé par Chip Zdarsky sur des dessins de Jim Cheung (en), la Chose et la Torche humaine refont équipe afin de retrouver un objet construit par Red Richards qui permet les voyages entre les dimensions, afin qu'il ne tombe dans de mauvaises mains. À la suite de cette histoire, et après trois ans d'absence, la série Fantastic Four est annoncée de retour pour août 2018 avec Dan Slott au scénario et Sara Pichelli aux dessins.

### Version française
La série a été publiée en France dès 1969 dans la revue Fantask (no 1 à 7), puis en 1970-71 dans Marvel (no 1 à 13). À la suite de l'interdiction aux mineurs de ces deux revues par la censure française, la série sera publiée sous forme d'albums (Une aventure des Fantastiques, à partir du 2e trimestre 1973) puis dans le périodique Nova dès 1978 (tous aux éditions Lug, devenues par la suite Semic). Le titre français choisi par Lug était Les Fantastiques.
Le quotidien France-Soir a également publié les premiers épisodes sous forme de planches quotidiennes en 1973.
Depuis 1996, ce sont les éditions Panini / Marvel France qui se chargent de l'édition en français dans différents magazines qui se succèdent (Silver Surfer, Fantastic Four, Marvel Elite, Marvel Legends, Marvel Icons et Iron Man (v4) depuis juillet 2012).

## Thèmes abordés
La thématique de la série sur les Quatre Fantastiques est assez différente des autres séries de comics de Marvel. Avant tout, les Quatre Fantastiques sont une « famille » — une notion comparable aux X-Men — et des « explorateurs » (notamment dans leurs aventures au cours des années 1960-70), là où d'autres équipes de héros sont simplement des défenseurs, des combattants ou des champions.
Les membres de l'équipe sont représentés comme des protagonistes tourmentés (notamment Ben Grimm, alias la Chose) par leurs propres facultés prodigieuses, qui les éloignent du genre humain.
Les Quatre Fantastiques (et particulièrement le scientifique Red Richards) sont à l'origine de plusieurs découvertes de lieux, peuples et civilisations étrangères (passées, présentes ou futures) importantes de l'univers Marvel. On peut citer, entre autres : la Zone négative, la cité d'Attilan ou d'Atlantis, les races Skrull, Kree et les Inhumains, etc.

## Biographie de l'équipe

### Origines
Exposés à une dose massive de rayons cosmiques lors d'une mission spatiale, le scientifique Red Richards (« Reed Richards » en version originale) et ses compagnons, sa fiancée Jane Storm (Susan « Sue » Storm en VO), le frère de celle-ci Johnny Storm et son ami Benjamin « Ben » Grimm acquièrent des pouvoirs surhumains. Ils deviennent respectivement Mr Fantastique (Mr. Fantastic), la Femme invisible (Invisible Girl puis Invisible Woman), la Torche humaine (Human Torch) et la Chose (The « Thing »).
Sous le nom des « Quatre Fantastiques », les quatre amis luttent contre de nombreux super-vilains, qu'ils soient terrestres (notamment le Docteur Fatalis), extraterrestres (notamment Galactus), mais aussi ceux provenant de dimensions alternatives (notamment Kang le conquérant), qui tous menacent la Terre.

### Civil War
À la suite des évènements du crossover Civil War, les Quatre Fantastiques sont déchirés : la Femme invisible et son frère Johnny Storm rejoignent les Secret Avengers de Captain America, tandis que Mr Fantastique rejoint les partisans de la loi d'enregistrement des êtres surhumains défendue par Iron Man. La Chose, de son côté, quitte les États-Unis pour la France.
Au terme de Civil War, l'équipe est constituée de la Torche humaine, la Chose, Tornade et la Panthère noire.

### Future Foundation
La série Fantastic Four s'achève au #588 avec la mort de la Torche humaine. Le héros Spider-Man intègre alors l'équipe, qui est renommée (ainsi que la série) « Future Foundation » (FF, la « Fondation du futur » en VF), reprenant les initiales de « Fantastic Four ».
Dans un hologramme-testament, la Torche humaine indique comme dernière volonté le souhait d'intégrer Spider-Man à la famille. Cette décision s'explique par la relation fraternelle qu'ils entretenaient tous les deux.

## Personnages

### Équipe originelle

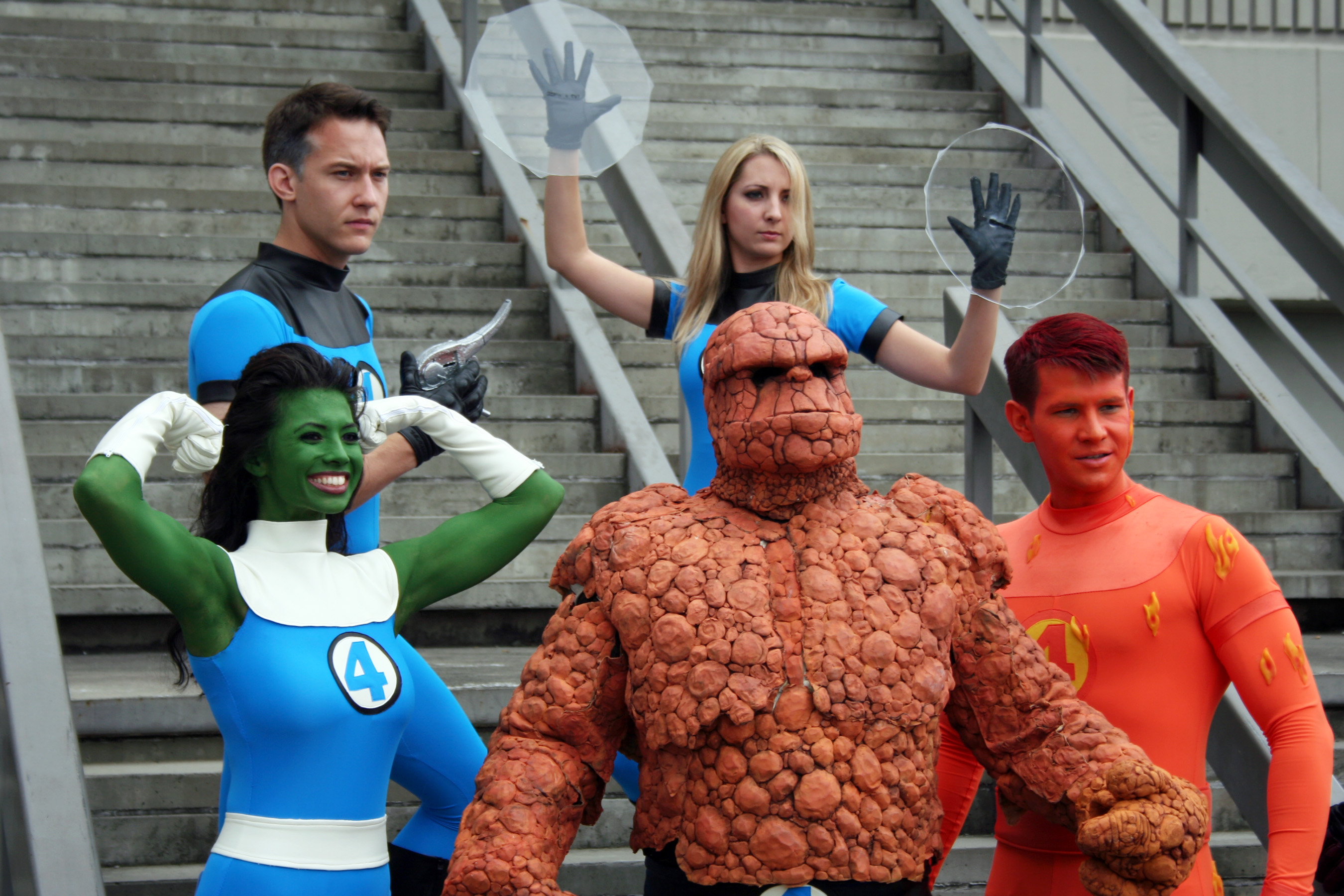
Cosplay des Quatre Fantastiques (avec Miss Hulk).

Les Quatre Fantastiques est la première équipe de super-héros des éditions Marvel Comics. Le succès de l'équipe depuis sa création ne s'est pas démenti, sans doute parce que les personnages ont des personnalités très différentes, auxquelles chacun des lecteurs peut s'identifier :
- Red Richards (« Reed Richards » en version originale), alias Mr Fantastique (« Mr. Fantastic » en VO) :

Red Richards est le leader du groupe. C'est un scientifique de génie capable de résoudre n'importe quel problème ; il ne s'énerve jamais et est décrit comme le père et le mari parfait. Il peut notamment déformer son corps malléable, comme un élastique.
- Jane Storm (Susan « Sue » Storm en VO), alias l’Invisible puis la Femme invisible (« Invisible Girl », puis « Invisible Woman » en VO)

Jane Storm, qui devient l'épouse de Red Richards au cours de la série, est le personnage central du groupe, autour duquel les trois autres personnages gravitent : épouse de l'un, sœur de l'autre et ancienne muse du dernier. Elle peut devenir invisible et créer des champs de force, eux aussi invisibles.
- Johnny Storm, alias la Torche humaine (« Human Torch » en VO)

Johnny Storm, le frère de Jane, est un jeune homme insouciant qui apprend la vie d'adulte au fil des aventures du groupe. Très frimeur et tête brûlée (à l'image de son nom de code) à ses débuts, il devient plus réfléchi par la suite mais reste un idéaliste. Il peut enflammer son corps et, ainsi, voler dans les airs et générer des rafales de flammes.
- Benjamin « Ben » Grimm, alias la Chose (The « Thing » en VO)

Ben Grimm est le dernier membre du groupe. Individu transformé en un colosse de pierre de couleur orangée, doué d'une force et d'une résistance titanesque, il vit cependant une tragédie personnelle car il est incapable de retrouver sa forme humaine. Il ressemble au personnage de la Bête car, sous son apparence monstrueuse de créature de pierre au tempérament râleur et soupe au lait, se cache un individu chaleureux au cœur d'or. Il est de plus un ancien amoureux transi de Jane, ce qui ne manquera pas de créer des tensions entre lui et Red.
Les pouvoirs des Quatre Fantastiques, développés par les rayons cosmiques, peuvent être mis en relation avec les quatre éléments : le feu pour la Torche humaine, la terre pour la Chose, l'eau pour Mr Fantastique (son corps malléable ayant un aspect « fluide ») et l'air pour la Femme invisible. Ils peuvent aussi être reliés avec leurs caractères respectifs : Johnny Storm est dans la vie une vraie « tête brûlée » et un casse-cou ; Ben Grimm est solide comme un roc et a toujours protégé son ami d'enfance, Red, au lycée ; Red Richards possède un corps aussi malléable et étirable que son génie ; enfin, le champ de force de Jane, une personne (à l'origine) réservée et protectrice envers sa « famille ».
Personnages récurrents et anciens membres
- Crystal
- Ghost Rider (Johnny Blaze)
- L'Homme-fourmi (Scott Lang)
- Hulk
- Luke Cage
- Lyja Laserfist (Lyja (en)), une Skrull, épouse temporaire de Johnny Storm[11]
- Médusa
- Miss Hulk
- La Panthère noire
- Miss Chose (« She-Thing », Sharon Ventura)
- Spider-Man (Peter Parker)
- Tornade
- Wolverine

### Entourage
Les aventures des Quatre Fantastiques ont été, pour Stan Lee et Jack Kirby, un champ d'expérimentation particulièrement fertile pour créer des personnages plus ou moins importants de l'univers Marvel. On peut citer parmi eux :
Famille
- Franklin Richards
- Valeria Richards
- Nathaniel Richards (père)

Alliés
- Agatha Harkness
- Les Inhumains :
Flèche noire, Crystal, Gorgone, Gueule d'or, Karnak, Médusa, Triton, etc.
- Uatu, un membre du groupe des Gardiens
- La Panthère noire
- Le Surfer d'argent (Silver Surfer)
- Les Vengeurs (Avengers)
- Les X-Men
- Le SHIELD (avec Nick Fury)
- Daredevil
- Spider-Man (Peter Parker)

### Ennemis
Liste non exhaustive.
- Annihilus
- Attuma
- Blastaar
- Devos (le Dévastateur)
- Diablo l'alchimiste
- Le Fantôme rouge et ses super-singes
- Le Docteur Fatalis (Doctor Doom)
- Galactus
- L'Homme-dragon
- L'Homme-impossible
- L'Homme-molécule (Molecule Man)
- L'Homme-taupe (Mole Man)
- Hyperstorm
- Klaw
- Le Maître des maléfices
- Maximus (en)
- Namor le Prince des mers (The Sub-Mariner)
- Overmind
- Nova (Frankie Raye)
- Le Penseur fou
- Les Sept de Salem
- Les Skrulls
- Le Super-Skrull
- Terrax
- L'AIM (Advanced Idea Mechanics)

## Versions alternatives

### Ultimate Fantastic Four
En 2000, se développe la collection Ultimate, qui présente, dans un contexte moderne, les grands personnages Marvel. Après Ultimate Spider-Man, Ultimate X-Men, et Ultimates (version alternative des Vengeurs), les Fantastiques ont droit en 2004 à leur version moderne dans Ultimate Fantastic Four.
Si les personnages restent globalement les mêmes, les enjeux sont différents, et les références sont modernisées. Par exemple, ce ne sont plus les rayons cosmiques qui donnent leurs pouvoirs aux héros, mais la téléportation dans la Zone négative.

### Marvel Zombies
Dans l'univers alternatif Marvel Zombies, les super-héros sont victimes d'un virus les changeant en zombies.
Franklin et Valeria Richards (les enfants de Red Richards et Jane Storm) sont tués et dévorés par une Miss Hulk zombifiée. Nick Fury et d'autres, dont les Fantastiques, tentent de résister au virus et Mr Fantastique (Red) est chargé avec d'autres scientifiques de travailler sur un remède.
Mais le savant, rendu apparemment fou par la perte de ses enfants, se convaincra que les zombies sont la prochaine étape de l'évolution de l'humanité et infecte secrètement ses trois coéquipiers, les transformant en zombies. Il se laissera infecter à son tour par eux. Ainsi, Red Richards et son groupe dévoreront Nick Fury et infecteront les derniers héros, signant la défaite totale de la Résistance.
Quelque temps après, le zombie Richards répare partiellement un portail inter-dimensionnel (précédemment mis au point par Tony Stark, qui voulait s'en servir pour évacuer les derniers humains). Richards désire trouver d'autres dimensions et s'y rendre à la recherche de chair fraîche pour se nourrir. Il contacte ainsi une version alternative de lui-même, le jeune Richards de la Terre Ultimate (la Terre-1610) et, se faisant passer pour bienveillant et pacifique, convainc ce dernier de construire une machine semblable à la sienne afin de relier leurs deux mondes.
Une fois arrivé sur la Terre Z, l'ultimate Red échappera de justesse aux zombies et parviendra à rentrer chez lui grâce au Magnéto de la Terre Z (survivant de l'épidémie) et à ses propres coéquipiers venus de la terre Ultimate pour le chercher.
Les Fantastiques zombifiés profitent du portail pour se rendre sur la Terre-1610, mais sont emprisonnés et confinés dans une cellule spéciale, évitant la propagation du virus zombie. Ils réussissent plus tard à s'échapper et affrontent le Docteur Fatalis de l'univers Ultimate (en réalité Red Richards ayant changé de corps avec son ennemi), qui les tue et les renvoie sur la Terre Z.

### What If
Dans What If? (vol. 2) #11, quatre histoires partent de l'idée que les Quatre Fantastiques obtiennent des pouvoirs identiques lors de leur accident.
- Lorsqu'ils obtiennent tous le pouvoir d’étirement de Mr Fantastique, Ben Grimm et Jane Storm refusent la proposition de Red Richards de former une équipe, jugeant leur pouvoir ridicule. Ainsi, les Fantastiques ne se formeront jamais ; Ben et Jane se marieront et mèneront une vie normale, Red continuera son travail de chercheur et Johnny deviendra une star connue sous le nom de « Mr Fantastique ».
- Lorsqu'ils obtiennent tous le pouvoir de la Femme invisible, les quatre deviennent des agents du SHIELD et combattent le Docteur Fatalis.
- Lorsqu'ils obtiennent tous le pouvoir de la Chose, les quatre se retrouvent avec une apparence semblable au Ben Grimm de la Terre-616 (sauf Jane Storm, qui prend l'aspect de l'Homme-chose et se retrouve dépourvue de personnalité et d'intelligence humaine). Fuyant le monde des humains qui les rejette, ils se réfugient sur l’Île aux monstres.
- Lorsqu'ils obtiennent tous le pouvoir de la Torche humaine, les quatre forment une équipe de héros mais causent un incendie, provoquant la mort d'un enfant et se séparent ensuite. Ben Grimm sera le seul à poursuivre une carrière de super-héros, sous le nom de la « Torche Humaine », participant à la formation des Vengeurs.

## Apparitions dans d'autres médias

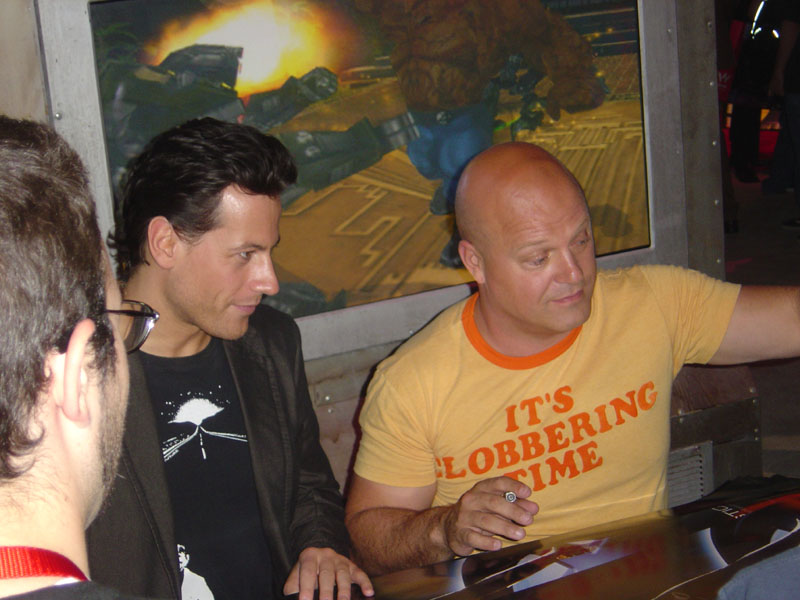
Les acteurs Ioan Gruffudd et Michael Chiklis sont les interprètes de Mr Fantastique et la Chose dans les films sur les Quatre Fantastiques en 2005 et 2007.
Michael Chiklis porte un t-shirt avec la devise de la Chose : It's clobbering time.

### Cinéma
- 1994 : Les Quatre Fantastiques de Oley Sassone (jamais sorti de manière officielle).
- 2005 : Les Quatre Fantastiques de Tim Story.
- 2007 : Les Quatre Fantastiques et le Surfer d'argent de Tim Story.
- 2015 : Les Quatre Fantastiques de Josh Trank.
- 2022 : Doctor Strange in the Multiverse of Madness de Sam Raimi (uniquement Reed Richards).
- 2024 : Deadpool et Wolverine de Shawn Levy (uniquement Johnny Storm).
- 2025 : Les Quatre Fantastiques : Premiers pas (The Fantastic Four: First Steps) de Matt Shakman.

### Télévision
- 1967-68 : Les Quatre Fantastiques (série d'animation, 20 épisodes).
- 1978 : The New Fantastic Four (série d'animation, 13 épisodes).
- 1979 : Fred and Barney Meet the Thing, série télévisée d'animation produite par les studios Hanna-Barbera. Les Quatre Fantastiques n'y apparaissent pas et le personnage de la Chose y est considérablement changé.
- 1994-96 : Les Quatre Fantastiques (série d'animation, 26 épisodes).
- 1998 : Le Surfer d'Argent (série d'animation, 13 épisodes).
- 2006 : Les Quatre Fantastiques (série d'animation, 26 épisodes).